# ブルーオーバー
ブルーオーバー（英: Blueover）は2011年設立の大阪発の日本製スニーカーブランド。
日本においてのマニュファクチュア（工場制手工業）として、海外で作った半製品を国内に持ち込んで生産する「ノックダウン方式」をとらずに、一足一足を昔から続けられる工程をたどりながら、すべて日本国内で生産している。際立ったテクノロジーを駆使したスニーカーではなく、古くから行われてきたスニーカーの生産方法をたどったものづくりをしている。
毎シーズン新しいモデルを発表せずに、ひとつのモデルをすこしずつアップデートを重ねながら、いつまでも履き続けれる一足を作る姿勢をとっている。オリジナルのラストが複数存在し、それぞれによってモデルの特徴や履き心地が異なる。
海外サイトに柳宗理のアノニマスデザインに通ずると紹介される。
2013年8月よりトヨタ自動車「レクサス」のブランド発信拠点である「ＩＮＴＥＲＳＥＣＴ　ＢＹ　ＬＥＸＵＳ（インターセクト・バイ・レクサス）」にて取り扱いが始まった。

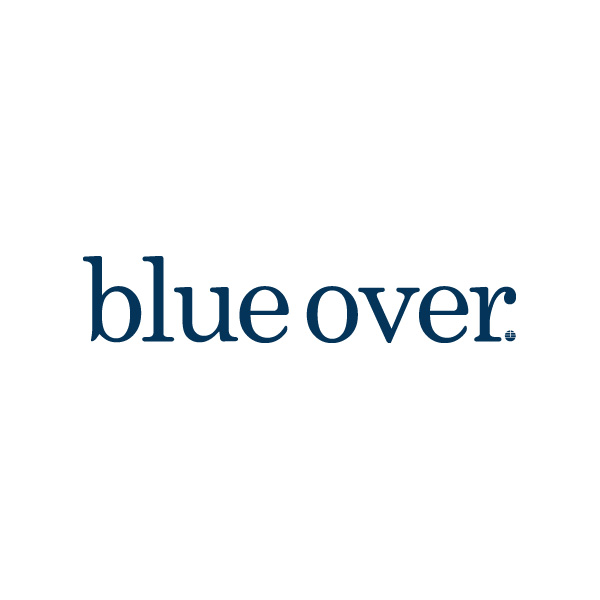
スニーカーブランド「blueover」のロゴ

## 主なモデル

### マイキー
ブランドスタート時からの定番モデル。日本人の持つ美意識と国内の靴作りの技術を融合させた、時代を問わず履き続けられる、blueoverを代表するモデル。スニーカーの持つ要素を見つめなおし、限界まで無駄を落としながらも、スニーカーとして認識できることを目指した。

### マルコ
スニーカーのエッセンスを維持しつつも、ラストや素材、ソールの設計を革靴と同じような手法で作り上げたモデル「マルコ」。職人とデザイナーがこだわりぬいた独特のソール設計は軽量にして、しなやかな歩き心地を提供。マッケイ製法で作り上げているため、ソール交換による破損も軽減、長く履き続けることのできる一足。

### マルコブーツ
マルコの設計思想を備え、ブーツ用にパターンを引きなおしたショートブーツ仕様の一足。ベースがスニーカーなので足入れはやわらかく、非常に軽量。職人とデザイナーがこだわりぬいた独特のソール設計は軽量にして、しなやかな歩き心地を提供。マッケイ製法で作り上げているため、ソール交換による破損も軽減、長く履き続けることのできる一足。

### ショーティー
レトロランニングの代表的なアイコンを咀嚼し、現代的に落とし込んだパターンで再構築したモデル。シンプルゆえの素材やカラーのコントラストをダイレクトに楽しむことができ、幅広いスタイリングに柔軟に対応できる一足。
2019年にトレイルソールを配置したSHORTY.TRを発売。

### マーティ＜廃盤＞
ハイテクスニーカーにまとうコマーシャリズム。その過剰な装飾をとりはらったスニーカーを生み出した一足。80年代からの数あるスニーカーのレガシーを取り入れ選定。外羽式アッパーホールドや非対称のトウパターン、ソール硬度と高さ設計。現在では多く見られない設計も取り入れたモデル「マーティ」。

### コポリ
マイキーから派生したより「楽しむ」ことを目的にした一足。シンプルでありながらも大胆な切り返しのアッパーパターンは、他にないインパクトを与えてくれます。

### ルンマーランド
コンセプトはクラフトとスニーカーの融合。ベーシックなスニーカーのアッパーパターンにソール設計はマッケイ製法を採用したブーツライクながらも軽快な履き心地を実現。ワイズＥのオブリークのトマイキーラストウラインのラストを使用しているのでゆとりある足要れ、快適な履き心地をしている。

### フォルス
ベーシックな外羽根パターンデザインの「フォルス」。老舗タンナー「山陽」と開発したオリジナルレザーとグッドイヤー製法を採用した本格的なモデル。ソールは加工底を当て込みクッションの効いたポストマンシューズ的な一足に仕上がっている。同系のパターンのトウを縫い込んだUチップもバリエーションで存在する。

### おかっぱ
ストールブランド「タマキニイメ」とのコラボでうまれた一足。つま先の特徴的なデザインから「おかっぱ」と命名される。薄いソールでダンスシューズのようなシルエットと愛嬌あるデザイン。

## ラスト

### マイキーラスト　＜ワイズ　Ｄ-Ｅ＞
日本人の足のカタチと、レザースニーカーらしい革の伸びによる履き心地を考慮した、少しきつめの革靴サイズで設計を行ったblueoverスタンダードなラストです。少し反り上あがったつま先と、幅広気味のワイズが特長です。

### マーティラスト　＜ワイズ　Ｅ＞
つま先にゆとりをもたせ、靴の中で足指の可動が自由に。独自の反り上がりの高いトウスプリングなどでふみ出しよく。トレーニング・ラン用途のために、人間の動き方に合わせ作られた機能性のあるラストです。

### ルンマーラスト　＜ワイズ　Ｅ-ＥＥ＞
かわいらしい雰囲気のあるオブリークシルエット。ワイズが広いつま先の設計は、快適な足入れ感を持っています。blueoverのラストの中では、一番ゆとりのあるサイズをもった設計のラストです。

### カイロンラスト　＜ワイズ　Ｄ＞
マイキーラストを基にしながら、甲をボリュームアップ。捨て寸と呼ばれるつま先の長さもスマートに見えるように調整。革靴の歴史を感じられる美しいシルエットは、ビジネス用途にも対応のできるラストです。